# John Olliff

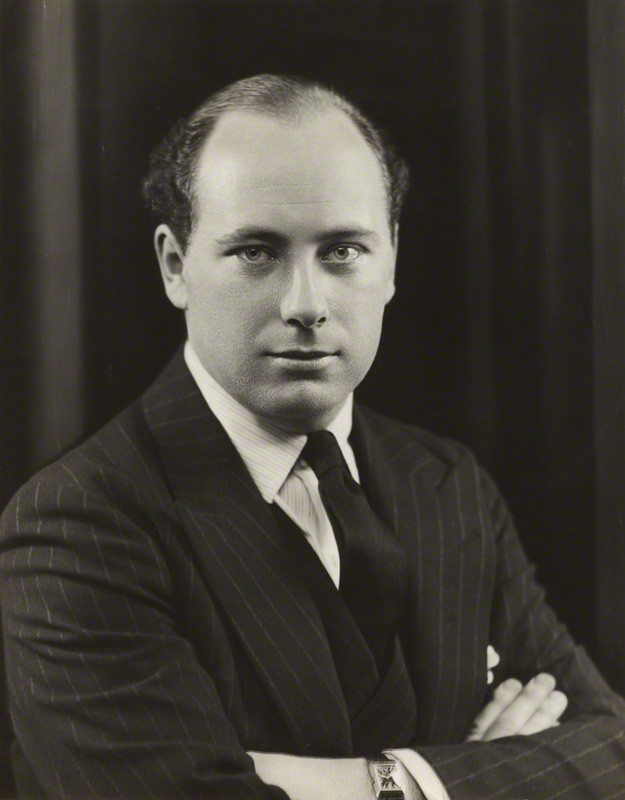
John Olliff 1936

John Sheldon Olliff (* 1. Dezember 1908 in London; † 29. Juni 1951 ebenda) war ein englischer Tennisspieler und Sportjournalist.

## Leben
Olliff nahm ab 1928 an den Wimbledon Championships teil. Im Einzel erreichte er dort bis 1939 mehrfach das Achtelfinale. Im Doppel drang er zusammen mit Ronnie Shayes 1939 ins Halbfinale vor, wo die beiden Harold Hare und Frank Wilde unterlagen. Bei den Französischen Meisterschaften drang er 1932 bis ins Achtelfinale vor. An den US-amerikanischen Meisterschaften nahm er 1929 und 1930 teil und erreichte im letzten Jahr das Viertelfinale.
In seiner Karriere konnte Olliff fünf Einzeltitel gewinnen. 1928 siegte er beim Turnier von Manchester. Im folgenden Jahr verteidigte er seinen Titel in Manchester und war darüber hinaus bei den Irischen Meisterschaften in Dublin erfolgreich. 1931 konnte er das Turnier vom Londoner Queen’s Club gewinnen, und schließlich 1938 das Rasenturnier von Surrey. Zuletzt trat er 1946 bei Turnieren an. In diesem Jahr bestritt er für die britische Davis-Cup-Mannschaft ein Spiel in der ersten Runde gegen Frankreich. Gemeinsam mit Henry Billington musste er sich dem französischen Doppel, bestehend aus Marcel Bernard und Bernard Destremau, geschlagen geben.
Nach seiner Spielerkarriere arbeitete er als Sportjournalist für den Daily Telegraph und wurde nach dem Tod von Arthur Wallis Myers einer der führenden Tenniskolumnisten von Großbritannien. Er starb am 29. Juni 1951 im Alter von nur 42 Jahren, als er auf dem Weg zum Turnier von Wimbledon einen Herzinfarkt erlitt. Sein Nachfolger beim Telegraph wurde Lance Tingay.

## Werke
- The Groundwork of Lawn Tennis. Methuen & Co., London 1934.
- Olliff on Tennis. Eyre and Spottiswoode, London 1948.
- The Romance of Wimbledon. London 1949.
- Lawn Tennis. Pitman & Sons, London 1950.
- Lawn Tennis for Beginners. W. & G. Foyle, London 1951.

## Einzeltitel
| Nr. | Jahr | Turnier                          | Finalgegnerin           | Ergebnis                  |
| --- | ---- | -------------------------------- | ----------------------- | ------------------------- |
| 1.  | 1928 | Manchester                       | Edwin McCrea            | 6:2, 3:6, 6:4, 6:4        |
| 2.  | 1929 | Manchester                       | Charles Kingsley        | 2:6, 6:3, 6:4, 2:6, 14:12 |
| 3.  | 1929 | Irische Meisterschaften          | George Lyttleton-Rogers | 4:6, 6:3, 1:6, 6:2, 6:4   |
| 4.  | 1931 | Queen’s Club                     | Edward Avory            | 3:6, 6:4, 6:2             |
| 5.  | 1938 | Surrey Grass Court Championships | Eric Filby              | 2:6, 6:4, 6:3             |